# 海氏斑鸫鹛
海氏斑鸫鹛（学名：Turdoides hindei），是画眉科鸫鹛属的一种，为肯尼亚的特有种。全球活动范围约为13,800平方千米。该物种的保护状况被评为易危。
海氏斑鸫鹛的平均体重约为67.5克。栖息地包括种植园、亚热带或热带的（低地）湿润疏灌丛、耕地和河流、溪流。